# Huang Dzongši
Huang Dzongši (kitajsko: 黃宗羲; pinjin: Huang Zongxi), vljudnostno ime Tajčong (kitajsko: 太冲; pinjin: Taichong), kitajski novokonfucijanski filozof, družbeni in politični aktivist ter enciklopedični znanstvenik, ki je preučeval zgodovino, geografijo, matematiko, astronomijo, teorijo glasbe in koledarske izračune, * 24. september 1610, Jujao, Džedžjang, Kitajska, † 12. avgust 1695, Jujao, Džedžjang, Kitajska).

## Življenjepis
Rojen je bil 24. septembra 1610 v okrožju Jujao v provinci Džedžjang. Bil je sin politika in predstavnika skupine Dongling.
Huang je pri 14 letih, postal licenciat (znanstveni naziv, eden pred doktoratom). Istega leta pa je sledil svojemu očetu v Peking. Njegov oče je bil takrat cenzor. 2 leti kasneje sta se skupaj vrnila v domovino, saj so zaradi boja med Donglinom t.i. evnuhi, očeta Huanga odrešili iz položaja v Pekingu.
Po prihodu v domovino se je Huang poročil z Je Baolin. Nekaj časa za tem je žena rodila prvega otroka. Kasneje sta se Huangu in Je rodila še 2 otroka.
Leta 1623 je Huang odpotoval nazaj v Peking. Svojega prvega sina je takrat predstavil filozofu Lju Dzongdžovu, ki je bil konfukcijski učenjak iz dinastije Ming. Omenjeni filozof je svoje znanje širil na t.i. šoli Vang Jangming. Huang je takrat postal zelo predan omenjenemu filozofu in zagovornik šole, na kateri je tudi Huang kasneje predajal svoje znanje.
Oče Dzongši Huanga je bil leta 1626 usmrčen. Očeta so usmrtili zaradi vpletenosti v Donglinovem gibanju, ki je nasprotovalo evnuhom. Tudi Huang Dzongši je bil učenjak šole Dongling in ustvaril "renesančno družbo" (t.i.:”Fu še”), ki je podedovala njene ideje. 2 leti po očetovi smrti se je na prestol povzpel nov cesar. Dzongši se je nato odpravil v prestolnico in protestiral proti usmrtitvi svojega očeta. Pred njegovim prihodom je bila evnuhova frakcija že uničena. Tisti, ki so umrli pod frakcijo, so bili odlikovani s spoštovanjem. Kljub temu se je vseeno maščeval. S tem dejanjem si je prislužil spoštovanje mnogih ljudi.
Dzongši se je po maščevanju ukvarjal s tradicionalno zgodovino. Najverjetneje je, da je na to vplival njegov oče, saj je bila to njegova zadnja želja pred smrtjo, da bi se Dzongši posvetil študiju kitajske zgodovine. Huang je dokončal t.i. Šilu oz. z drugimi besedami Resnične zapise iz prvih trinajstih vladarjev dinastije Ming.
Potem ko je na oblast prišla dinastija Čin, je pomagal Minškim privržencem. Takrat so oblasti celo izdale nalog za aretacijo Huanga. Izdali so ga, ker je bil potomec člana Donlingov (njegov oče). Huang naj bi zbežal na Japonsko. S pomočjo Minškim privržencem in uporom je prenehal leta 1649, ko se je upokojil.
Potem ko je končal z uporom, se je začel usmerjati k znanstvenim vedam. Čeprav je bil Huang najbolj znan kot zgodovinar in ustanovitelj šole Džedžjang, se je zanimal tudi za geografijo, matematiko, filozofijo, literaturo in koledarske vede.
Umrl je 12. avgusta 1695. Huang je za seboj pustil nedokončano raziskavo dinastij Song in Juan.

## Vpliv
Družbeno-politične, pravne in ekonomske ideje Huanga Dzongšija so močno vplivale na kitajske reformatorje, ki so delovali na koncu 19. in v začetku 20. stoletja, zlasti na Ljang Čičaoa (1873-1929), ki jih je uporabil v boju za demokratično preobrazbo države.

## Zavzemanje
Huang Dzongši se je zavzemal za izenačenje porazdelitve zemlje, obnovo starodavnega sistema "vodnjakov" (Džing tjan), znižanje davkov kmetom in njihovo (davčno) petstopenjsko diferenciacijo, glede na rodovitnost zemlje, za poenotenje denarnega sistema, izdajo papirnatega denarja in ustanavljanje bank.

## Razprava o upravni sferi
V razpravi o upravni sferi se je Huang Dzongši oprl tudi na Mencija, ki je opisal naslednji sistem naslovov in činov: cesar ("nebeški sin"), vojvoda, markiz, grof (bo), vikont (tdzu), baron (nan); vladar (džun), kancler, dostojanstvenik (da fu), sluga. Huang Dzongši je ta sistem razlagal kot dokaz, da v starih časih vladar države ali celo sam cesar, v osnovi ni bil ločen od upravne hierarhije, ampak je bil vanjo vključen kot vse nižje stopnje. Z drugimi besedami, odnos vladarja do kanclerja je podoben odnosu kanclerja do dostojanstvenika. Odnos cesarja do vojvode pa je podoben odnosu slednjega do markiza.

## Vzhodna šola Džejdžang
V tej šoli so se trudili razviti objektivne, neosebne in moralne standarde za proučevanje zgodovine. Poleg tega so vztrajali pri proučevanju novejše zgodovine, kar je bilo v nasprotju s tradicionalnim kitajskim prepričanjem, da je vredno le v antično raziskovanje. Poleg Huanga so v džejdžangški šoli delovali še Van Sida, Van Sitong, Šao Tingcaj, Čuan Dzuvang, Dženg Šuečeng, in Šao Džinhan. Vsi so se zgledovali po Lju Dzongdžovu, najbolj pa mu je bil predan Huang.

## Taksacija v dinastijah
Pri študiji zgodovine je opazil problem obdavčevanja iz preteklih dinastij. Ugotovil je, da so v preteklosti ob prihodu novih dinastij, z njimi prišle tudi nove reforme. Reforme naj bi zmanjšale obremenitev ljudi in izboljšale nacionalne prihodke. Davki so se za nekaj časa res znižali, vendar so se hitro za tem ponovno povišali. Nacionalni prihodek pa ni rastel ali pa sploh ni imel možnosti, da bi. Kmalu za tem so ponovno visoki davki strmoglavili dinastije. Ponavljajoče cikle je prvi opazil Vang. Njegova opažanje so poleg Huanga, zanimala tudi ostale kitajske učenjake. Huangovo idejo na tem področju so nato izoblikovali v t.i. Huang Dzongši-jev zakon. Nekateri Huanga štejejo za začetnika ideološkega razsvetljenja v kitajski zgodovini.

## Ideja o cesarstvu
Omenil je, da naj bi bili cesarji gostje v narodu, kjer je ta gostitelj. Prav tako je govoril, da usoda cesarske hiše ni pomembna ter da so skrbi in sreča ljudi določale vzpone in padce dinastije.